# Hiroto Sese
Hiroto Sese (født 20. august 1999) er en japansk fodboldspiller, som spiller for den japanske fodboldklub Gainare Tottori.